# 1911 en arts plastiques
| Années des arts plastiques : 1908 - 1909 - 1910 - 1911 - 1912 - 1913 - 1914    |
| Décennies des arts plastiques : 1880 - 1890 - 1900 - 1910 - 1920 - 1930 - 1940 |

Cette page concerne l'année 1911 en arts plastiques.

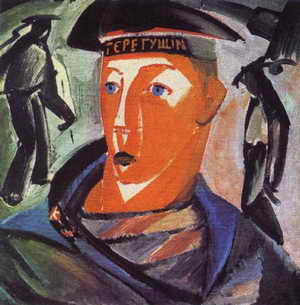
Tatline : autoportrait (1911).

## Événements
- Printemps : Constitution du groupe de Puteaux lors du Salon des indépendants, à Paris,
- Ouverture du Musée de Saragosse, qui héberge des œuvres d'archéologie, des beaux-arts, d'ethnologie et de céramique.

Vers 1911 :
- Développement du rayonnisme, à Moscou, sous l'égide de Larionov et de Gonchavora.

## Œuvres

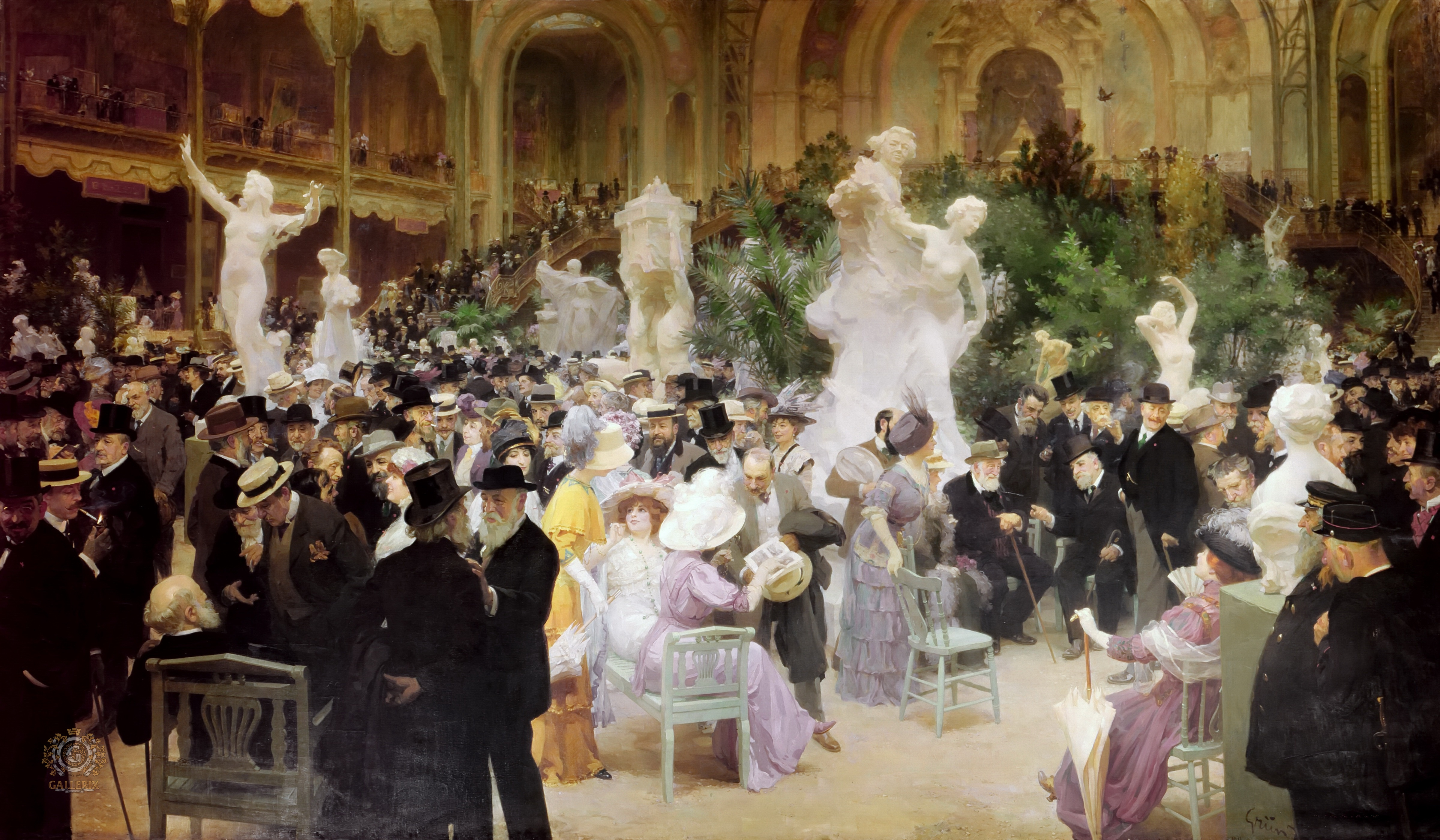
Un vendredi au Salon des artistes français, huile sur toile de Jules Grün (musée des beaux-arts de Rouen).

- La musica, huile sur toile de Luigi Russolo (Estorick Collection of Modern Italian Art).
- Nu descendant l'escalier (N°1) de Marcel Duchamp.

## Naissances
- 11 janvier : Pierre Caille, sculpteur, peintre, graveur, céramiste et joaillier belge († 24 octobre 1996),
- 15 janvier :
  - Giovanni Bragolin, peintre italien († 22 septembre 1981),
  - Maurice-Élie Sarthou, peintre français († 11 juin 1999),
- 23 janvier : Arseni Semionov, peintre et professeur, né dans l'empire russe, devenu soviétique puis russe († 13 septembre 1992),
- 6 février : Yo Savy, peintre française († 22 septembre 2003),
- 12 février : Émile Picq, peintre, illustrateur et danseur français († 25 décembre 1951),
- 22 février : Annette Faive, peintre française († 12 novembre 1988),
- 8 mars : Jean Vénitien, peintre français († 27 mai 1995),
- 9 mars : Rudolf Kundera, peintre austro-hongrois puis tchécoslovaque et tchèque († 9 janvier 2005),
- 2 avril : René Chancrin, peintre français († 13 juillet 1981),
- 9 avril : Ákos Bíró, peintre hongrois († 22 février 2002),
- 12 avril : André Hubert, peintre et maître verrier français († 7 mars 2009),
- 13 avril : Gunter Böhmer, peintre, dessinateur et illustrateur allemand († 8 janvier 1986),
- 23 avril : Marguerite Bermond, peintre figurative française († octobre 1991),
- 8 mai :
  - Laure Malclès-Masereel, peintre, lithographe et artiste graphique belgo-française († 21 septembre 1981),
  - Carlo Mattioli, graveur italien († 12 juillet 1994),
- 18 mai : Paul Girol, peintre, graveur à la pointe sèche et dessinateur français († 30 septembre 1988),
- 20 mai : Agenore Fabbri, sculpteur et peintre italien († 7 novembre 1998),
- 21 mai : Jean Martin, peintre figuratif français († 12 avril 1996),
- 22 mai : Minoru Kawabata, peintre japonais († 29 juin 2001),
- 23 mai : André Beauce, peintre français († 2 janvier 1974),
- 1er juin : Guillemette Morand, peintre française († 30 novembre 1989),
- 7 juin : Peter Birkhäuser, affichiste, portraitiste et peintre visionnaire suisse († 22 novembre 1976),
- 11 juin : André Bourdil, peintre français († 12 mai 1982),
- 18 juin : Yvette Alde, peintre, lithographe et illustratrice française († octobre 1967),
- 5 juillet : Costantino Nivola, peintre et sculpteur italien († 6 mai 1988),
- 10 juillet : Dut, dessinateur de bandes dessinées et peintre français († 9 novembre 1989),
- 20 juillet : Jacob Markiel, peintre français d'origine polonaise († 22 novembre 2006),
- 26 juillet : Jean Amblard, peintre français († 18 juin 1989),
- 30 juillet : Bellor, peintre belge († 13 février 2000),
- 1er août : Enrico Campagnola, sculpteur et peintre italien († 27 mars 1984),
- 7 août : Raymond-René Bloch, peintre français († 16 novembre 2001),
- 12 août : Alice Martinez-Richter, peintre française († 7 août 1996),
- 13 août : Chaïa Melamoud, peintre et graphiste russe († 20 octobre 1993),
- 20 août : Jean Deyrolle, peintre, dessinateur et lithographe français († 30 août 1967),
- 24 août : Robert Devoucoux, peintre français († 3 octobre 1997),
- 6 septembre : Alexis Preller, peintre sud-africain († 13 décembre 1975),
- 11 septembre : Aline Gagnaire, peintre et graveuse surréaliste française († 11 février 1997),
- 20 septembre : Đào Sĩ Chu, peintre vietnamien († 16 juin 1974),
- 29 septembre : Pierre-César Lagage, peintre français († 23 février 1977),
- 30 septembre : Boris Taslitzky, peintre français († 9 décembre 2005),
- 4 octobre : Francisco Dosamantes, peintre, illustrateur, designer et éducateur mexicain († 18 juillet 1986),
- 7 octobre :
  - Serge Fiorio, peintre italien († 11 janvier 2011),
  - Jean Lasne, peintre français († 16 mai 1940),
- 8 octobre : Kārlis Padegs, graphiste et peintre letton († 19 avril 1940),
- 22 octobre : Edmond Bertreux, peintre français († 14 octobre 1991),
- 25 octobre : Roelof Frankot, peintre et photographe néerlandais († 1er décembre 1984),
- 26 octobre : André Leroux, peintre français († 10 juin 1997),
- 7 novembre : Ángeles Santos Torroella, peintre espagnole († 3 octobre 2013),
- 11 novembre :
  - François Fauck, peintre français († 1979),
  - Roberto Matta, peintre surréaliste chilien († 23 novembre 2002),
- 16 novembre : John Edmund Strandberg, peintre canadien d'origine suédoise († 25 août 1996),
- 25 novembre :
  - Willy Anthoons, sculpteur belge († 17 décembre 1982),
  - Roelof Frankot, peintre néerlandais († 1er décembre 1984),
- 30 novembre : Boris Taslitzky, peintre français († 9 décembre 2005),
- 3 décembre : Silvano Bozzolini, peintre italien d'art abstrait († 11 février 1998),
- 5 décembre :
  - Alfred Manessier, peintre français († 1er août 1993),
  - Joseph Martineau, peintre français († 22 décembre 1996),
- 19 décembre : Max Papart, peintre, graveur, illustrateur et collagiste français († 29 août 1994),
- 20 décembre :
  - Colette Beleys, peintre française († 23 janvier 1998),
  - Guy-David, peintre français († 25 août 1980),
- 25 décembre : Louise Bourgeois, plasticienne française († 31 mai 2010),
- 26 décembre :
  - Renato Guttuso, peintre italien († 18 janvier 1987),
  - David Lan-Bar, peintre israélien († 20 mars 1992),
- ? :
  - Marie-Rose Dalmar, peintre française († 1963),
  - Bedri Rahmi Eyüboğlu, peintre, écrivain et poète turc († 21 septembre 1975),
  - Ammar Farhat, peintre tunisien († 2 mars 1987),
  - Amdo Jampan, peintre tibétain († 28 mars 2002),
  - Nam Kwan, peintre coréen († 1990),
  - Waichi Tsutaka, peintre abstrait japonais († 1995),
  - Nakao Yoshitaka, artiste graveur japonais († 1994).

## Décès
- 3 janvier : Jean Pierre François Lamorinière, peintre belge (° 20 avril 1828),
- 25 janvier : Alfred de Richemont, peintre et illustrateur français (° 6 avril 1857),
- 2 février : David Laksine, peintre et sculpteur russe (° 1888),
- 7 février : Pieter Dupont, aquarelliste, peintre, dessinateur, graveur, créateur de livres, pastelliste, designer et professeur néerlandais (° 5 juillet 1870),
- 22 février : Carl Fredrik Hill, peintre et dessinateur suédois (° 31 mai 1849),
- 25 février : Fritz von Uhde, peintre allemand (° 22 mai 1848),
- ? février : Anatole Guillot, peintre et céramiste français (° 23 février 1865),
- 2 mars : Louis-Alexandre Bouché, peintre français (° 10 janvier 1838),
- 13 mars :
  - Marie Adrien Lavieille, peintre française (° 22 novembre 1852),
  - Giuseppe Sciuti, peintre italien (° 26 février 1834),
- 25 mars : Shigeru Aoki, peintre japonais (° 13 juillet 1882),
- 4 avril : Constantin Kryjitski, peintre russe (° 17 mai 1858),
- 8 avril : Gaetano Esposito, peintre italien (° 17 novembre 1858),
- 10 avril : Mikalojus Konstantinas Čiurlionis, compositeur et peintre lituanien (° 22 septembre 1875),
- 16 avril : George Howard, 9e comte de Carlisle, aristocrate, homme politique, peintre et graveur britannique (° 12 août 1843),
- 18 avril : Edmond Lefever, sculpteur belge (° 25 février 1839),
- 5 mai : Aristide Delannoy, peintre, dessinateur de presse et caricaturiste français (° 30 juillet 1874),
- 11 mai : Frédéric Grasset, peintre français (° 30 janvier 1848),
- 8 juin : Gustave Henri Eugène Delhumeau, peintre français (° 1er novembre 1836),
- 23 juin : Cecrope Barilli, peintre italien (° 2 avril 1839),
- 29 juin : Paul de Longpré, peintre floral français (° 18 avril 1855),
- 15 juillet :
  - Carlo Ademollo, peintre italien (° 9 octobre 1824),
  - Fulvia Bisi, peintre italienne (° 24 décembre 1818),
- 23 juillet : René Binet, architecte, décorateur, peintre et théoricien de l'art français (° 14 octobre 1866),
- 25 juillet : Armand Beauvais, peintre, graveur et lithographe français (° 30 novembre 1840),
- 2 août : Léon Auguste Tourny, peintre français (° 2 août 1835),
- 10 août : Josef Israëls, peintre néerlandais (° 27 janvier 1824),
- 11 août : Charles Louis Gratia, peintre et pastelliste français (° 9 novembre 1815),
- 5 septembre : Léopold Flameng, peintre, graveur et illustrateur français (° 22 novembre 1831),
- 6 septembre : Matthias Goebbels, religieux catholique allemand et peintre, auteur de décors muraux dans des églises (° 19 mars 1836),
- 16 septembre : Hishida Shunsō, peintre japonais (° 21 septembre 1874),
- 25 septembre : Henri Toussaint, peintre, illustrateur et graveur français (° 10 avril 1849),
- 11 octobre : Eugène Cauchois, peintre français (° 14 février 1850),
- 10 novembre : Félix Ziem, peintre français de l'École de Barbizon (° 25 février 1821),
- 13 novembre : Hélène Pourra, peintre française (° 13 septembre 1835),
- 7 décembre : William Griggs, inventeur britannique d'un procédé de chromolithographie connu sous le nom de photo-chromo-lithographie (° 4 octobre 1832),
- 8 décembre :
  - Alphonse Legros, peintre, graveur et sculpteur britannique d'origine française (° 8 mai 1837),
  - Tony Robert-Fleury, peintre d'histoire et portraitiste français (° 1er septembre 1837),
- 13 décembre : Paul Vayson, peintre et graveur français (° 4 décembre 1841),
- 14 décembre : Vassili Maksimov, peintre de genre russe (° 10 février 1844),
- 28 décembre : Alphonse Muraton, peintre français (° 16 avril 1824),
- 31 décembre : Grigori Miassoïedov, peintre russe (° 19 avril 1834),
- ? :
  - Auguste Emile Bellet, peintre français (° 2 avril 1856),
  - Frédéric Samuel Cordey, peintre français (° 1854),
  - George Louis Poilleux Saint-Ange, peintre français (° 20 juin 1853),